# Lijst van personen overleden in februari 2018
Dit is een lijst van bekende personen die zijn overleden in februari 2018.

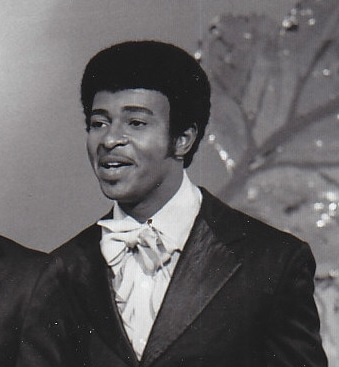
Dennis Edwards
1 februari

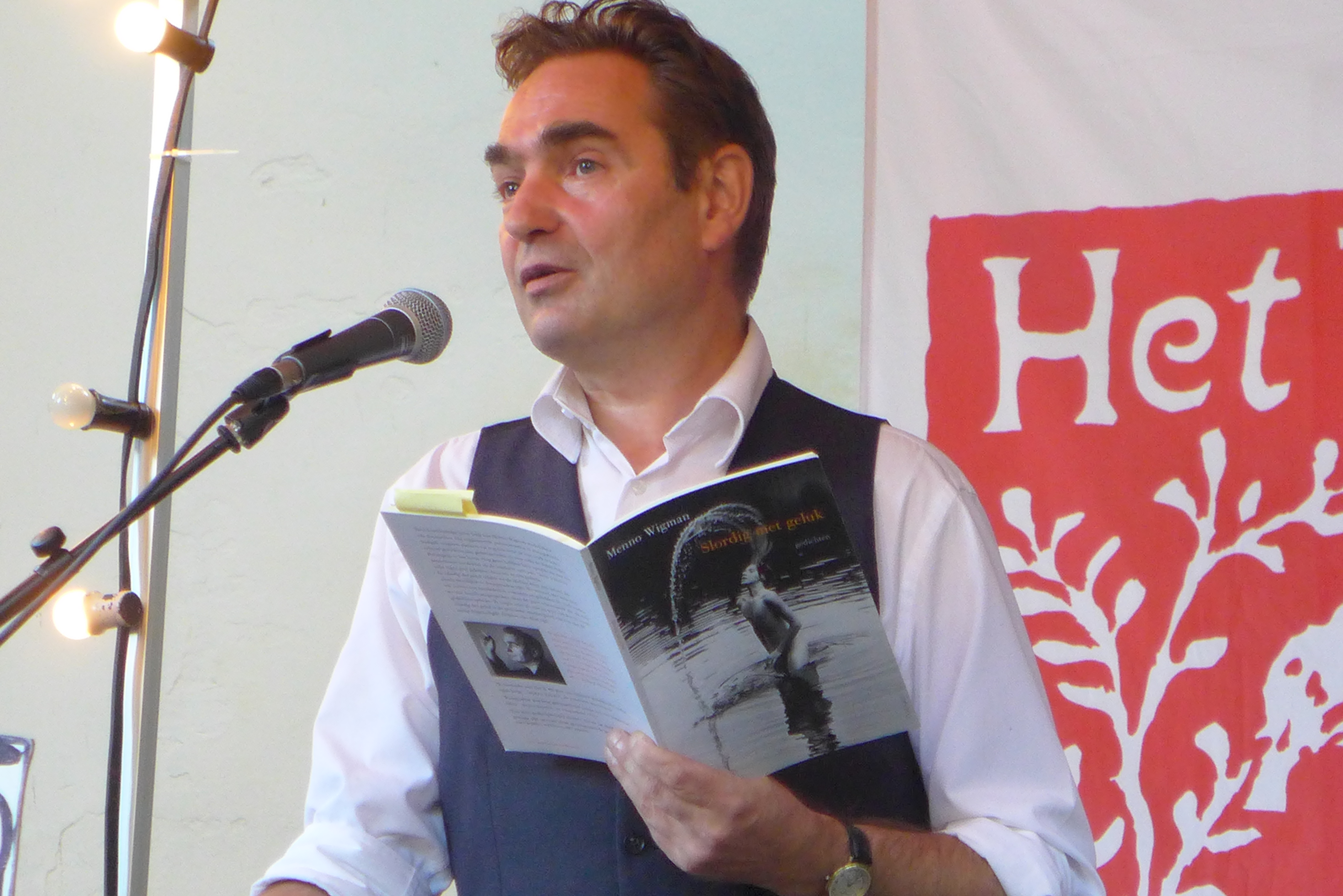
Menno Wigman
1 februari

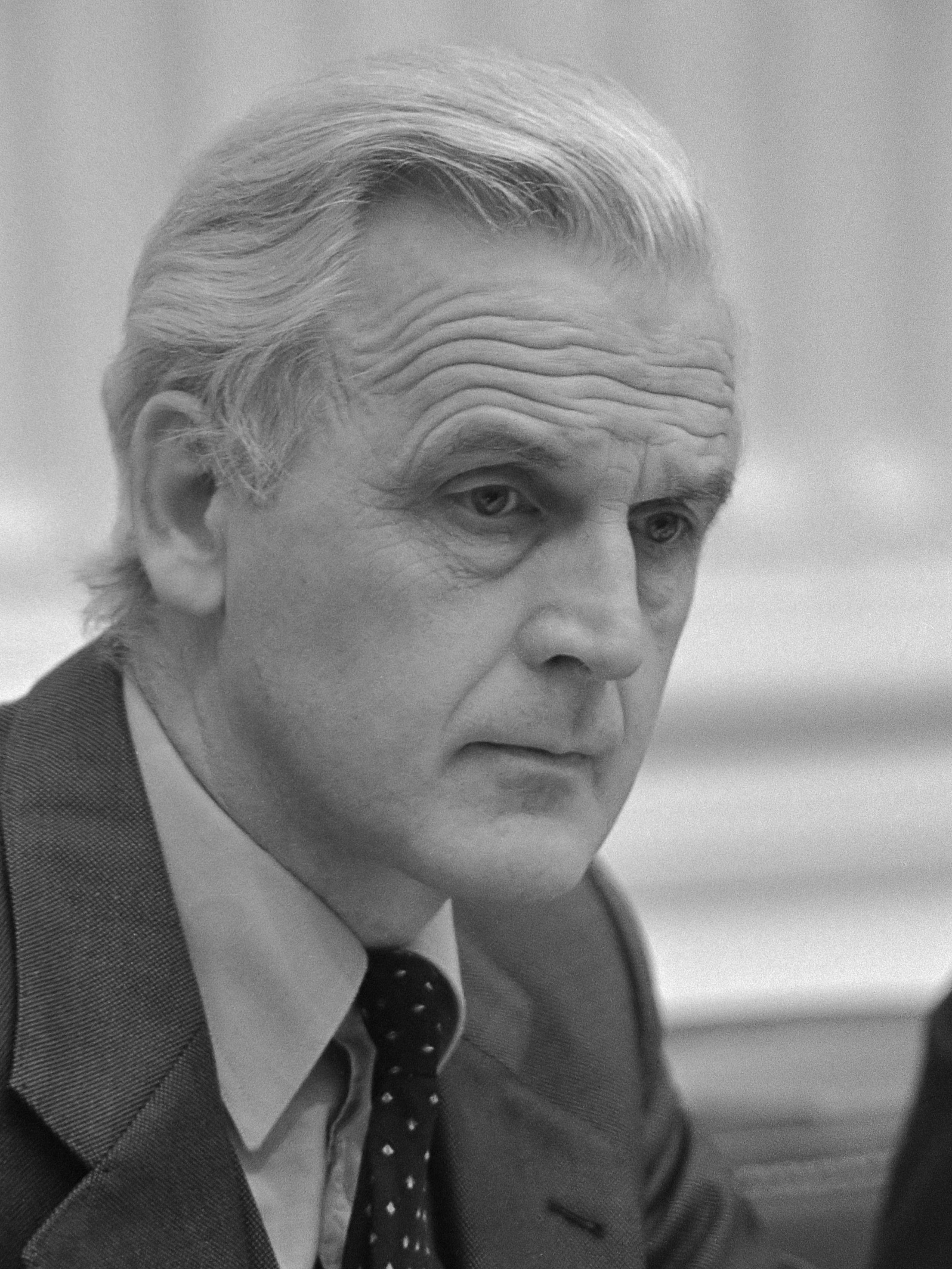
Durk van der Mei
2 februari

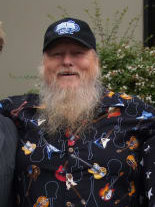
Mickey Jones
7 februari

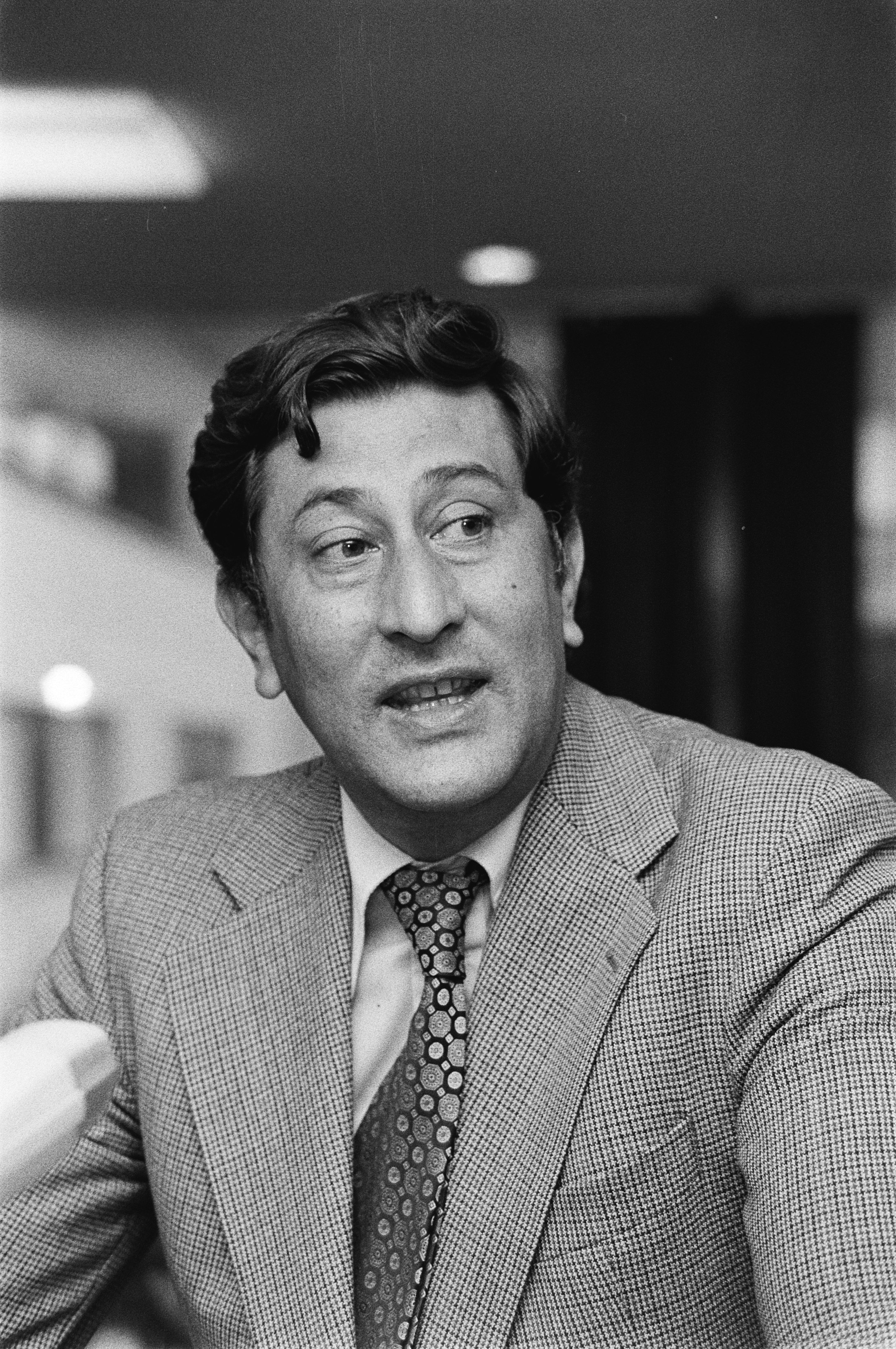
Gerard Wallis de Vries
8 februari

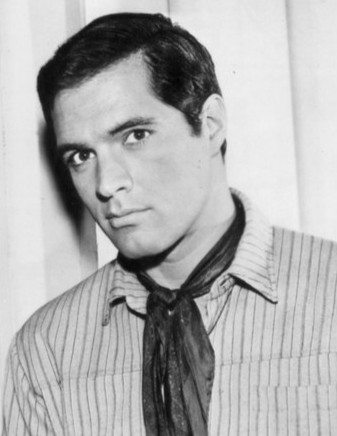
John Gavin
9 februari

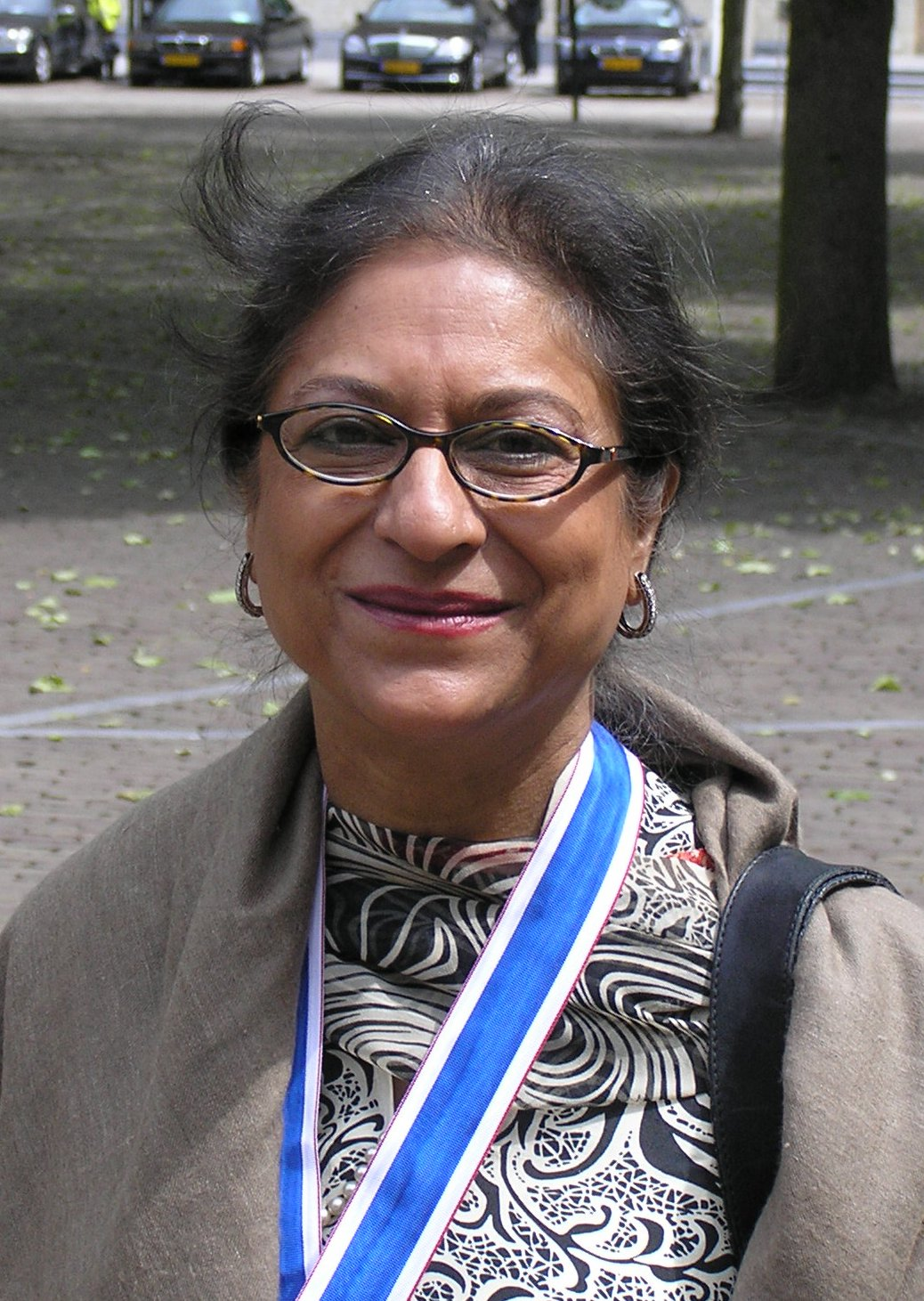
Asma Jahangir
11 februari

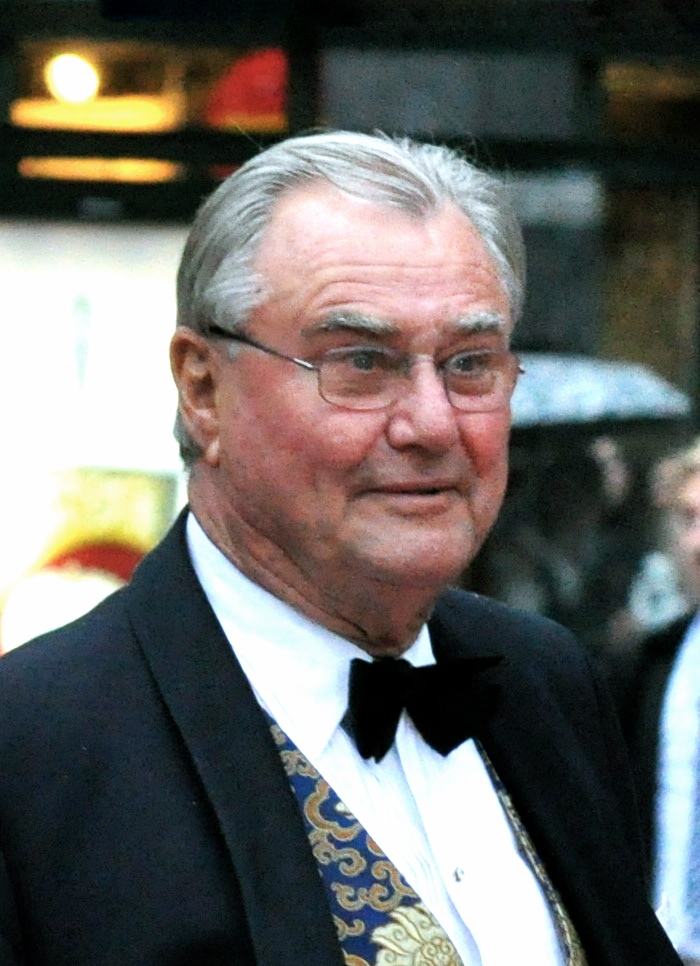
Henrik, Prins van Denemarken
13 februari

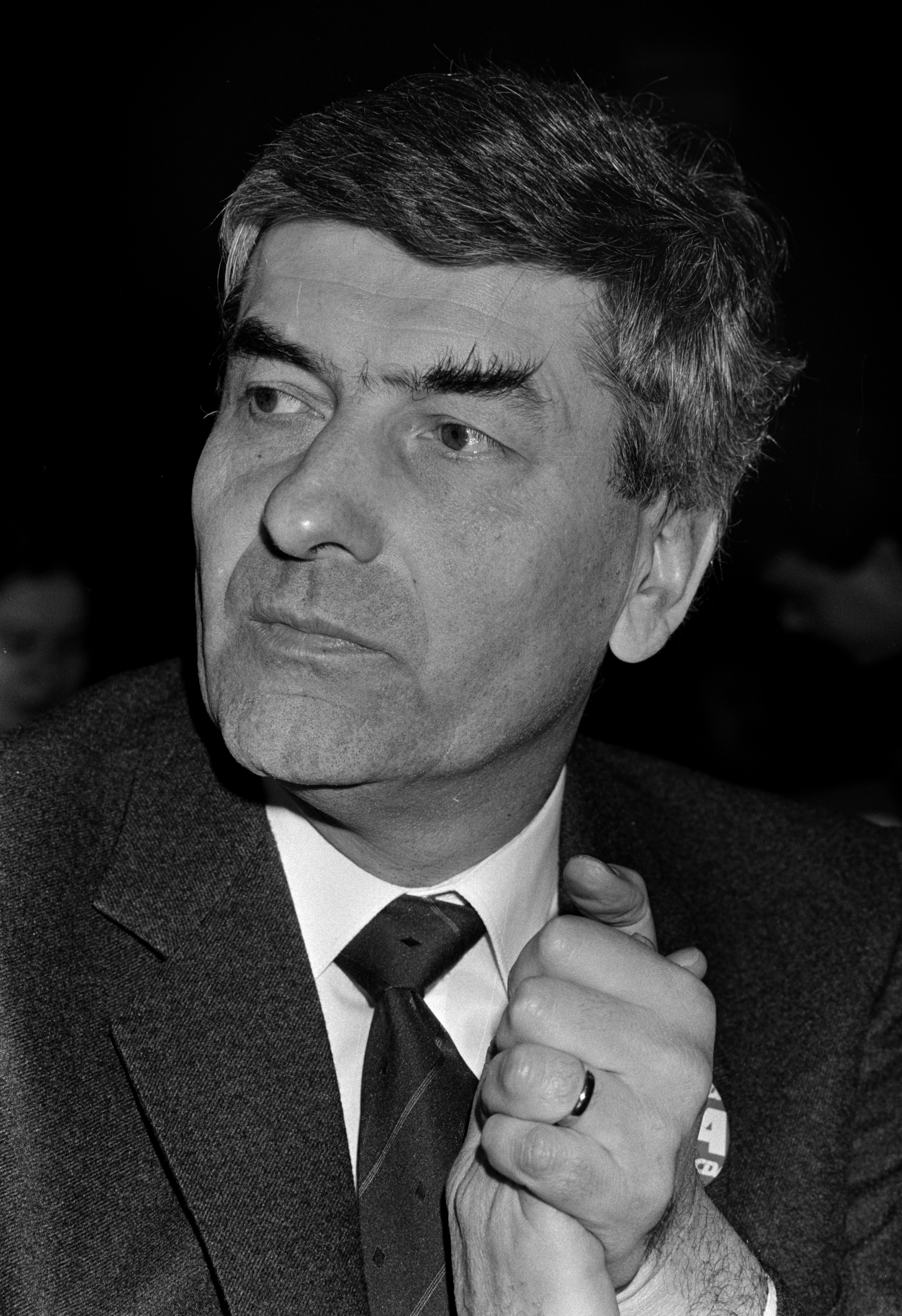
Ruud Lubbers
14 februari

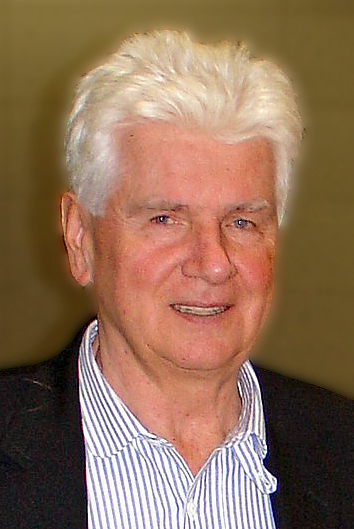
Günter Blobel
18 februari

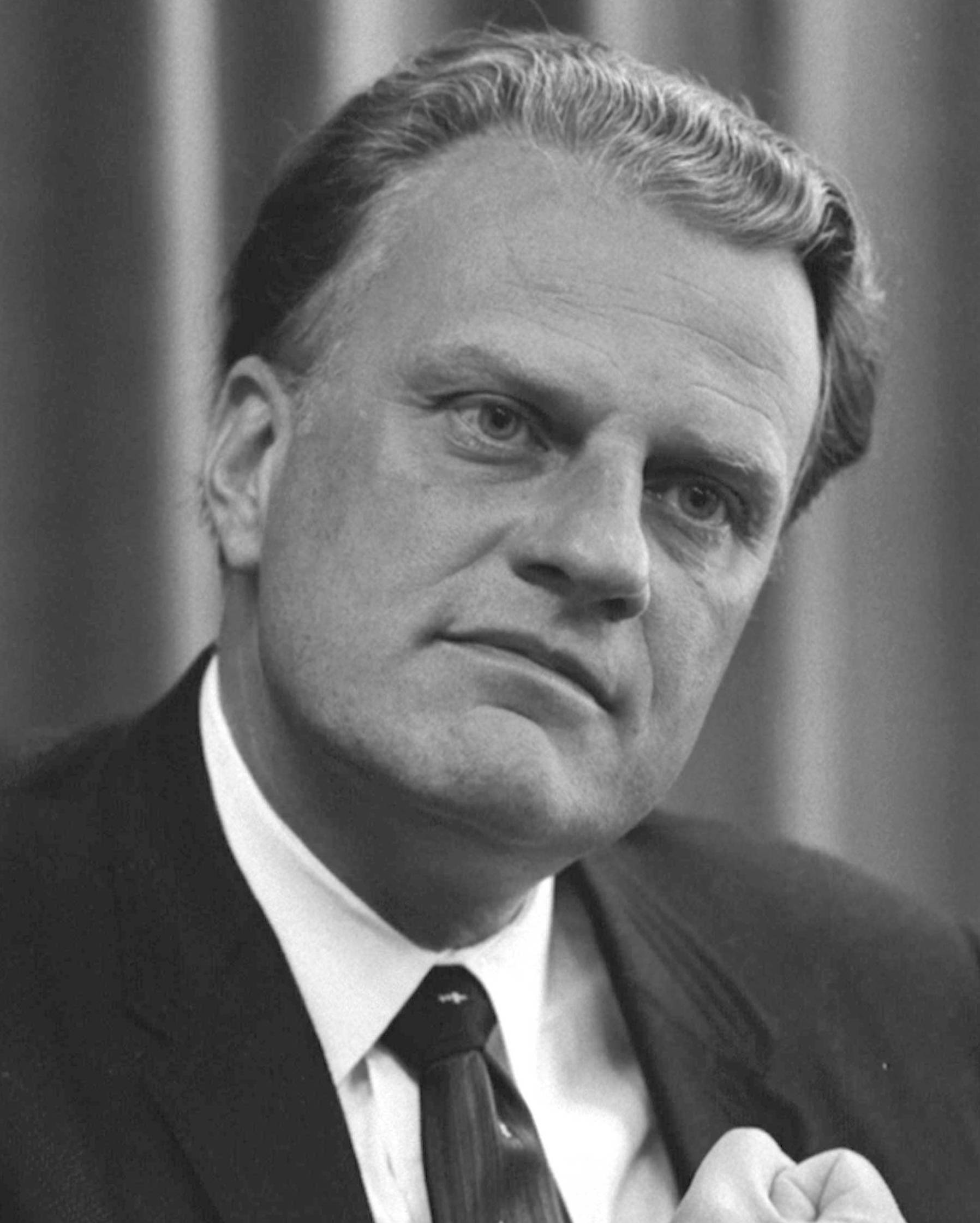
Billy Graham
21 februari

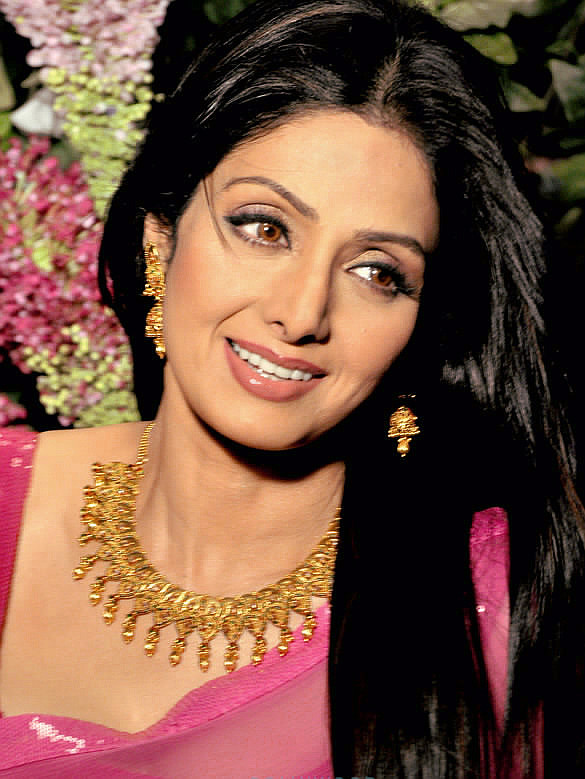
Sridevi
24 februari

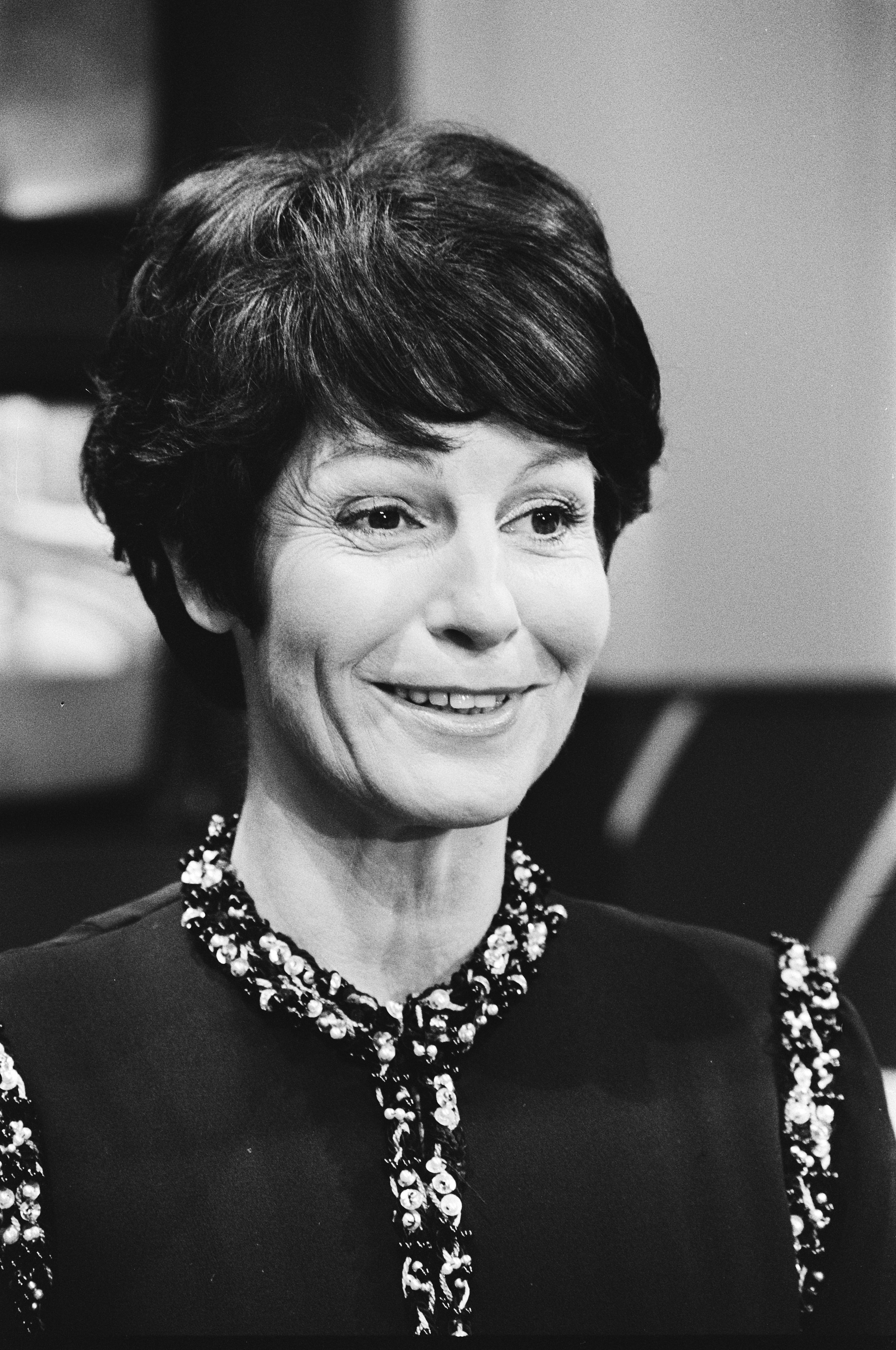
Mies Bouwman
26 februari

| 1 | 2 | 3 | 4 | 5 | 6 | 7 | 8 | 9 | 10 | 11 | 12 | 13 | 14 | 15 | 16 | 17 | 18 | 19 | 20 | 21 | 22 | 23 | 24 | 25 | 26 | 27 | 28 |
| - | - | - | - | - | - | - | - | - | -- | -- | -- | -- | -- | -- | -- | -- | -- | -- | -- | -- | -- | -- | -- | -- | -- | -- | -- |

### 1 februari
- André Baudry (95), Frans uitgever[1]
- Cliff Bourland (97), Amerikaans atleet[2]
- Pieter Buys (94), Nederlands tuin- en landschapsarchitect[3]
- Fidel Castro Díaz-Balart (68), Cubaans kernfysicus[4]
- Dennis Edwards (74), Amerikaans soulzanger[5]
- Édouard Ferrand (52), Frans politicus[6]
- Barys Kit (107), Wit-Russisch-Amerikaans raketwetenschapper[7]
- Alan Stout (85), Amerikaans componist en muziekpedagoog[8]
- Menno Wigman (51), Nederlands dichter en vertaler[9]

### 2 februari
- Gerard Jan Leppink (89), Nederlands hoogleraar[10]
- Durk van der Mei (93), Nederlands politicus[11]
- Joe Polchinski (63), Amerikaans natuurkundige[12]
- Ole Thestrup (69), Deens acteur[13]

### 3 februari
- Leon 'Ndugu' Chancler (65), Amerikaans drummer[14]
- Károly Palotai (82), Hongaars voetballer en scheidsrechter[15]
- Dirk Schouten (95), Nederlands econoom en rector magnificus[16]
- Rolf Zacher (76), Duits kunstenaar en toneelspeler[17]

### 4 februari
- Alan Baker (78), Brits wiskundige[18]
- Louis Debij (80), Nederlands percussionist[19]
- John Mahoney (77), Brits-Amerikaans acteur[20]
- Nat Neujean (95), Belgisch beeldhouwer[21]

### 5 februari
- Johannes James (89),  Nederlands hoogleraar[22]
- Ladislav Kačáni (86), (Tsjecho-)Slowaaks voetballer en voetbaltrainer[23]
- Mathieu Riboulet (57), Frans schrijver en filmregisseur[24]
- Zeno Roth (61), Duits gitarist[25]

### 6 februari
- John Perry Barlow (70), Amerikaans dichter en internetactivist[26]
- Donald Lynden-Bell (82), Brits astronoom[27]
- Brunello Spinelli (78), Italiaans waterpolospeler[28]
- John Anthony West (85), Amerikaans egyptoloog en schrijver[29]
- Michael White (58), Brits schrijver en popmuzikant[30]

### 7 februari
- Mickey Jones (76), Amerikaans acteur en drummer[31]
- Wil Merkies (86), Nederlands journaliste[32]
- Herman Münninghoff (96), Nederlands bisschop[33]
- Pat Torpey (64), Amerikaans drummer[34]
- Hans Vrakking (76), Nederlands jurist[35]

### 8 februari
- Jarrod Bannister (33), Australisch atleet[36]
- Marie Gruber (62), Duits actrice[37]
- Gerard Wallis de Vries (81), Nederlands politicus en bestuurder[38]

### 9 februari
- Reg E. Cathey (59), Amerikaans acteur[39]
- Antoine Culioli (93), Frans taalkundige[40]
- Serge Daan (77), Nederlands hoogleraar[41]
- John Gavin (86), Amerikaans acteur[42]
- István Hevesi (86), Hongaars waterpolospeler[43]
- Wim ter Horst (88), Nederlands hoogleraar[44]
- Jóhann Jóhannsson (48), IJslands componist[45]
- Onno Mensink (71), Nederlands musicoloog[46]
- Liam Miller (36), Iers voetballer[47]
- Johan Plageman (75), Nederlands voetballer[48]

### 10 februari
- Walter Boucquet (76), Belgisch wielrenner[49]
- Michiko Ishimure (90), Japans schrijfster[50]
- Michel Korzec (72), Pools-Nederlands publicist[51]
- Anne Treisman (82), Brits cognitief psycholoog[52]

### 11 februari
- Vic Damone (89), Amerikaans zanger en acteur[53]
- Asma Jahangir (66), Pakistaans mensenrechtenactiviste[54]
- Jan Maxwell (61), Amerikaans actrice[55]

### 12 februari
- Martin van der Borgh (83), Nederlands wielrenner[56]
- Bill Crider (76), Amerikaans schrijver[57]
- Jef Geys (83), Belgisch kunstenaar[58]
- Alfred Gilgen (87), Zwitsers politicus[59]
- Louise Latham (95), Amerikaans actrice[60]
- Klaasje van der Wal (69), Nederlands bassist[61]
- Françoise Xenakis (87), Frans schrijfster en journaliste[62]

### 13 februari
- Joseph Bonnel (79), Frans voetballer en voetbaltrainer[63]
- Henri de Laborde de Monpezat (83), prins-gemaal van Denemarken[64]
- Frans Roemgens (73), Nederlands voetballer[65]
- Nini Theilade (102), Deens balletdanseres en-choreograaf[66]

### 14 februari
- Nico van Hasselt (93), Nederlands verzetsstrijder en arts[67]
- Ruud Lubbers (78), Nederlands politicus[68]
- Morgan Tsvangirai (65), Zimbabwaans politicus[69]

### 15 februari
- Lassie Lou Ahern (97), Amerikaans actrice[70]
- Jacques Hébert (97), Frans politicus[71]
- Loet Mennes (83), Nederlands ontwikkelingseconoom[72]
- Daniel Vernet (73), Frans journalist[73]

### 16 februari
- Napoleon Abueva (88), Filipijns kunstenaar[74]

### 17 februari
- Ya'akov Ben-Yezri (91), Israëlisch politicus[75]
- Jules van Ogtrop (98), Nederlands bankier en bridgespeler[76]
- Mohamed Shahabuddeen (86), Guyaans politicus en rechter van het Internationaal Gerechtshof[77]
- Ig Snellen (85), Nederlands hoogleraar[78]

### 18 februari
- Günter Blobel (81), Duits-Amerikaans bioloog en Nobelprijswinnaar[79]
- Marc Goovaerts (71), Belgische wiskundige[80]
- Didier Lockwood (62), Frans jazzviolist[81]
- Idrissa Ouédraogo (64), Burkinees filmregisseur[82]
- Pavel Panov (67), Bulgaars voetballer en voetbaltrainer[83]
- Ivor Smith (92), Brits architect[84]

### 19 februari
- Loek van der Leeden (77), Nederlands pianist, componist en dirigent[85]
- Sergej Litvinov (60), Russisch atleet[86]
- Guus Pikkemaat (88), Nederlands journalist, historicus en schrijver[87]
- Joeri Tjoekalov (87), Russisch roeier[88]
- Evžen Zámečník (89), Tsjechisch componist, dirigent en musicus[89]

### 20 februari
- Judy Blame (58), Brits modeontwerper[90]
- Alice Fuldauer (59), Nederlands journaliste en schrijfster[91]
- Georgi Markov (46), Bulgaars voetballer[92]
- Raphaël August Opstaele (84), Belgisch kunstenaar[93]

### 21 februari
- Emma Chambers (53), Brits actrice[94]
- Billy Graham (99), Amerikaans predikant[95]
- Hans de Koning (83), Nederlands voetballer[96]
- Ján Kuciak (27), Slowaaks onderzoeksjournalist[97]
- Michiel Wielema (58), Nederlands filosoof, vrijdenker en vertaler[98]

### 22 februari
- Valentin Falin (91), Russisch politicus en diplomaat[99]
- Nanette Fabray (97), Amerikaans actrice, zangeres en danseres[100]
- Ruud Hermus (76), Nederlands voedingsdeskundige en hoogleraar[101]
- Nol Houtkamp (89), Nederlands honkbalspeler en honkbalcoach[102]
- Nadine Salembier (86), Belgisch cosmetica-onderneemster[103]
- Richard Taylor (88), Canadees natuurkundige en Nobelprijswinnaar[104]

### 23 februari
- Eddy Amoo (74), Brits zanger[105]
- Lewis Gilbert (97), Brits filmmaker[106]

### 24 februari
- Getulio Alviani (78), Italiaans schilder[107]
- Wim Claes (56), Belgisch componist[108]
- Durward Knowles (100), Bahamaans zeiler[109]
- Bud Luckey (83), Amerikaans animator en stemacteur[110]
- Oscar Vian Morales (70), Guatemalteeks aartsbisschop[111]
- Sridevi (54), Indiaas actrice[112]

### 25 februari
- Eddy Green (84), Surinaams-Nederlands voetballer[113]
- Frie Verbrugge (72), Nederlands politiek activist[114]
- Penny Vincenzi (78), Brits schrijfster[115]

### 26 februari
- Mies Bouwman (88), Nederlands televisiepresentatrice[116]

### 27 februari
- Quini (68), Spaans voetballer[117]
- Jan Vercruysse (69), Belgisch kunstenaar[118]

### 28 februari
- Barry Crimmins (64), Amerikaans stand-upcomedian[119]
- Amand Dalem (79), Belgisch politicus[120]
- Rogelio Guerra (81), Mexicaans acteur[121]
- Stefán Kristjánsson (35), IJslands schaker en pokerspeler[122]
- Ștefan Tașnadi (64), Roemeens gewichtheffer en olympisch medaillewinnaar[123]
- Cor van Wiggen (87), Nederlands burgemeester[124]

januari ·
februari ·
maart ·
april ·
mei ·
juni ·
juli ·
augustus ·
september ·
oktober ·
november ·
december
1900 ·
1901 ·
1902 ·
1903 ·
1904 ·
1905 ·
1906 ·
1907 ·
1908 ·
1909 ·
1910 ·
1911 ·
1912 ·
1913 ·
1914 ·
1915 ·
1916 ·
1917 ·
1918 ·
1919 ·
1920 ·
1921 ·
1922 ·
1923 ·
1924 ·
1925 ·
1926 ·
1927 ·
1928 ·
1929 ·
1930 ·
1931 ·
1932 ·
1933 ·
1934 ·
1935 ·
1936 ·
1937 ·
1938 ·
1939 ·
1940 ·
1941 ·
1942 ·
1943 ·
1944 ·
1945 ·
1946 ·
1947 ·
1948 ·
1949 ·
1950 ·
1951 ·
1952 ·
1953 ·
1954 ·
1955 ·
1956 ·
1957 ·
1958 ·
1959 ·
1960 ·
1961 ·
1962 ·
1963 ·
1964 ·
1965 ·
1966 ·
1967 ·
1968 ·
1969 ·
1970 ·
1971 ·
1972 ·
1973 ·
1974 ·
1975 ·
1976 ·
1977 ·
1978 ·
1979 ·
1980 ·
1981 ·
1982 ·
1983 ·
1984 ·
1985 ·
1986 ·
1987 ·
1988 ·
1989 ·
1990 ·
1991 ·
1992 ·
1993 ·
1994 ·
1995 ·
1996 ·
1997 ·
1998 ·
1999 ·
2000 ·
2001 ·
2002 ·
2003 ·
2004 ·
2005 ·
2006 ·
2007 ·
2008 ·
2009 ·
2010 ·
2011 ·
2012 ·
2013 ·
2014 ·
2015 ·
2016 ·
2017 ·
2018 ·
2019 ·
2020 ·
2021 ·
2022 ·
2023 ·
2024 ·
2025